# La Muraz
La Muraz és un municipi francès situat al departament de l'Alta Savoia i a la regió d'Alvèrnia-Roine-Alps. L'any 2007 tenia 845 habitants.

## Demografia

### Població
El 2007 la població de fet de La Muraz era de 845 persones. Hi havia 319 famílies de les quals 75 eren unipersonals (46 homes vivint sols i 29 dones vivint soles), 63 parelles sense fills, 147 parelles amb fills i 34 famílies monoparentals amb fills.
La població ha evolucionat segons el següent gràfic:
Habitants censats

### Habitatges
El 2007 hi havia 415 habitatges, 316 eren l'habitatge principal de la família, 79 eren segones residències i 20 estaven desocupats. 360 eren cases i 55 eren apartaments. Dels 316 habitatges principals, 268 estaven ocupats pels seus propietaris, 43 estaven llogats i ocupats pels llogaters i 5 estaven cedits a títol gratuït; 6 tenien una cambra, 13 en tenien dues, 39 en tenien tres, 70 en tenien quatre i 188 en tenien cinc o més. 278 habitatges disposaven pel capbaix d'una plaça de pàrquing. A 124 habitatges hi havia un automòbil i a 180 n'hi havia dos o més.

### Piràmide de població
La piràmide de població per edats i sexe el 2009 era:
| Homes | Edats   | Dones |
| ----- | ------- | ----- |
| 0     | 95 o +  | 0     |
| 0     | 90 a 94 | 0     |
| 12    | 85 a 89 | 0     |
| 8     | 80 a 84 | 8     |
| 20    | 75 a 79 | 8     |
| 8     | 70 a 74 | 20    |
| 4     | 65 a 69 | 0     |
| 8     | 60 a 64 | 8     |
| 12    | 55 a 59 | 20    |
| 52    | 50 a 54 | 16    |
| 36    | 45 a 49 | 32    |
| 44    | 40 a 44 | 28    |
| 24    | 35 a 39 | 36    |
| 16    | 30 a 34 | 20    |
| 32    | 25 a 29 | 16    |
| 16    | 20 a 24 | 12    |
| 48    | 15 a 19 | 24    |
| 32    | 10 a 14 | 20    |
| 24    | 5 a 9   | 28    |
| 24    | 0 a 4   | 12    |

## Economia
El 2007 la població en edat de treballar era de 561 persones, 443 eren actives i 118 eren inactives. De les 443 persones actives 419 estaven ocupades (242 homes i 177 dones) i 26 estaven aturades (14 homes i 12 dones). De les 118 persones inactives 26 estaven jubilades, 45 estaven estudiant i 47 estaven classificades com a «altres inactius».

### Ingressos
El 2009 a La Muraz hi havia 336 unitats fiscals que integraven 888,5 persones, la mediana anual d'ingressos fiscals per persona era de 24.531 €.

### Activitats econòmiques
Dels 25 establiments que hi havia el 2007, 1 era d'una empresa alimentària, 1 d'una empresa de fabricació de material elèctric, 1 d'una empresa de fabricació d'altres productes industrials, 2 d'empreses de construcció, 5 d'empreses de comerç i reparació d'automòbils, 3 d'empreses d'hostatgeria i restauració, 2 d'empreses d'informació i comunicació, 3 d'empreses financeres, 1 d'una empresa immobiliària, 3 d'empreses de serveis, 1 d'una entitat de l'administració pública i 2 d'empreses classificades com a «altres activitats de serveis».
Dels 8 establiments de servei als particulars que hi havia el 2009, 1 era un taller de reparació d'automòbils i de material agrícola, 1 fusteria, 1 lampisteria, 2 restaurants, 1 agència immobiliària i 2 salons de bellesa.
Dels 2 establiments comercials que hi havia el 2009, 1 era una botiga de menys de 120 m² i 1 una joieria.
L'any 2000 a La Muraz hi havia 17 explotacions agrícoles que ocupaven un total de 616 hectàrees.

## Equipaments sanitaris i escolars
El 2009 hi havia una escola elemental.

## Poblacions més properes
El següent diagrama mostra les poblacions més properes.